# Floxuridină
Floxuridina este un agent chimioterapic utilizat în tratamentul unor cancere. Calea de administrare disponibilă este cea intraarterială.
Este un analog de pirimidină, acționând ca antimetabolit.  Se metabolizează la 5-fluorouracil și interferă în procesul de sinteză al moleculei de ADN.